# Paciencia (juego)

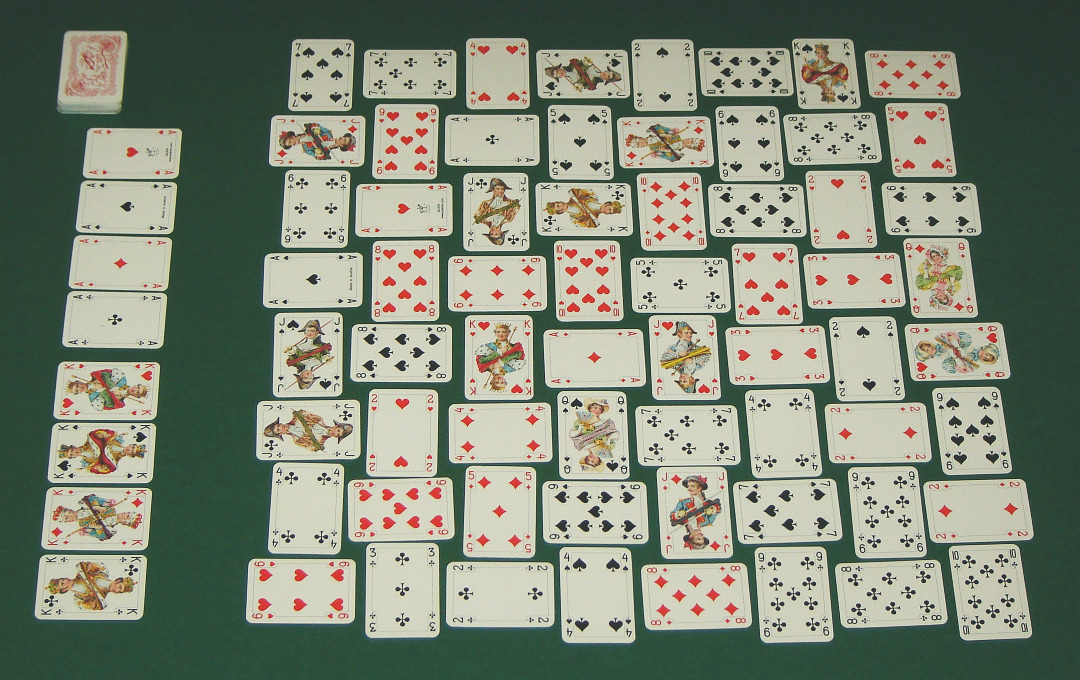
Diseño del juego conocido como Crazy Quilt

Paciencia, también conocido como solitario en América del Norte y Canadá, es un género de juegos de naipes cuya característica común es que el objetivo es organizar los naipes en algún orden sistemático o, en algunos casos, emparejarlos para descartarlos. La mayoría de los juegos de paciencia están pensados para un solo jugador, pero también existen "excelentes juegos de paciencia para dos o más jugadores".

## Nombres de los géneros

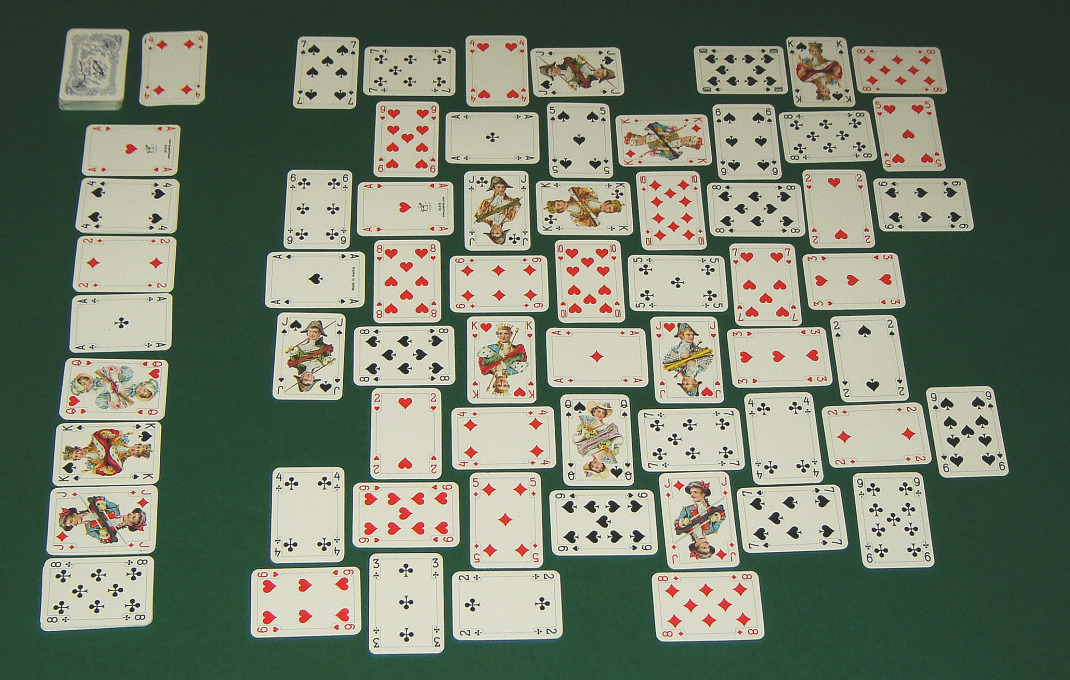
Un diseño ya abierto de paciencia de alfombra (solitario).

"Paciencia" es el nombre registrado más antiguo para este tipo de juego de naipes tanto en fuentes británicas como estadounidenses. La palabra tiene origen francés, siendo estos juegos "considerados como un ejercicio de paciencia".
Aunque el nombre "solitario" se hizo común en América del Norte para este tipo de juego durante el siglo XX, el estudioso de juegos británico David Parlett señala que hay buenas razones para preferir el nombre "paciencia". En primer lugar, paciencia es un juego de naipes, mientras que solitario es cualquier juego para un solo jugador, incluidos aquellos jugados con dominós o juegos de fichas y tablero. En segundo lugar, cualquier juego de paciencia puede ser jugado de manera competitiva por dos o más jugadores.
Los autores de juegos estadounidenses Wood y Goddard afirman que: "'Paciencia' es cualquier juego jugado con naipes en el que el objetivo es organizarlos... en algún orden sistemático." Ellos señalan que "hay excelentes juegos de paciencia para dos o más jugadores; pero la mayoría... están diseñados para un solo jugador" y que "'Solitario'... se aplica correctamente a cualquier juego que un jugador pueda jugar solo."
En la práctica, en América del Norte, el nombre "solitario" se usa a menudo totum pro parte para referirse a juegos de naipes para un solo jugador, aunque a veces se usa el término "solitario de naipes" para mayor claridad. Mientras tanto, en otros países, "solitario" se refiere específicamente a juegos de tablero y mesa para un solo jugador, especialmente solitario de clavijas y solitario de canicas. "Solitario" se usa a menudo en todo el mundo solo para referirse al juego de Klondike. Los autores que escriben internacionalmente tienden a incluir tanto "paciencia" como "solitario" en el título, pero a veces se usa la frase "juegos de naipes para uno".

## Nombres de juegos individuales
Las fuentes inglesas y estadounidenses más antiguas tendían a usar el artículo definido antes de los nombres de los juegos, por ejemplo, "The Beleaguered Castle" (en español "El Castillo Asediado"), "The Clock" ("El Reloj"), "The Gathering of the Clans" ("La Reunión de los Clanes"), "The House on the Hill" ("La Casa en la Colina"), etc.
La palabra "Paciencia" o, en fuentes estadounidenses, "Solitario", a menudo se añadía a los nombres, por ejemplo, "The Baroness Patience" ("La Paciencia Baronesa"), "Czarina Patience" ("La Paciencia Zarina"), "Gateway Solitaire" ("Solitario de la Puerta"), "Missing Link Solitaire" ("Solitario del Enlace Perdido"), etc. Estas tendencias en gran medida se han dejado de lado en fuentes modernas, especialmente cuando los libros están dirigidos a un mercado mundial. Sin embargo, en algunos casos a veces se retienen cuando el nombre es un adjetivo, por ejemplo, "The Blind Patience" ("La Paciencia Ciega"); o cuando el artículo definido parece más evocador o significativo, como en el caso de "The Plot" ("El Complot").
Las fuentes estadounidenses a veces cambian los nombres de los juegos cuando el título tiene un tema europeo, tal como "British Constitution" ("Constitución Británica") es solo "Constitution" y "Duchess of Luynes" ("Duquesa de Luynes") es "Grand Duchess" ("Gran Duquesa").

## Historia
Paciencia probablemente tenga origen alemán o escandinavo, siendo los primeros registros de ella a fines del siglo XVIII y principios del XIX.
El juego se hizo popular en Francia a principios del siglo XIX, llegando a Gran Bretaña y América en la segunda mitad del mismo. La descripción más antigua conocida de un juego de paciencia apareció en la edición de 1783 de la antología de juegos alemana Das neue Königliche L'Hombre-Spiel, donde se le llama "Patience" y describe un juego entre dos jugadores que juegan alternativamente. Antes de esto no había menciones literarias de tales juegos en grandes compendios de juegos como The Compleat Gamester de Charles Cotton (1674) y Academie des Jeux de Abbé Bellecour (1674). Asimismo, a principios del siglo XIX aparecieron libros en Suecia y Rusia, y el primer libro de juegos de paciencia se publicó en Rusia en 1826. A éste le siguieron otros, sobre todo en Suecia. También hay referencias a paciencia en la literatura francesa.También se informó que los libros aparecían en Suecia y Rusia a principios del siglo XIX, y el primer libro de juegos de paciencia se publicó en Rusia en 1826. Más libros siguieron, especialmente en Suecia. También hay referencias adicionales de paciencia en la literatura francesa.
Paciencia fue mencionada por primera vez en la literatura poco después de que se desarrollaran los diseños cartománticos alrededor de 1765, lo que sugiere una conexión entre ambos. Esta teoría se apoya en el nombre del juego en danés y noruego, kabal(e). Un relato de 1895 describe una variante del juego utilizada exclusivamente para la cartomancia.
La primera colección de juegos de paciencia en inglés suele atribuirse a Lady Adelaide Cadogan a través de su libro Illustrated Games of Patience, publicado alrededor de 1870 y reimpreso varias veces. Sin embargo, una obra perdida titulada Patience (escrita por "Perseverance", seudónimo de William Henry Cremer) se publicó en Londres en 1860 y figura en diversas bibliografías.
El tratado americano más temprano es Patience: A Series of Games with Cards de Ednah Dow Littlehale Cheney (1869),seguido en 1870 por Patience: A Series of Thirty Games with Cards, y más tarde por Dick's Games of Patience (1883).
Se escribieron más libros sobre juegos de paciencia hacia finales del siglo XIX y principios del XX. La autora más prolífica y original fue Mary Whitmore Jones, cuyo primer libro, Games of Patience for One or More Players, apareció en 1888 y fue seguido por otros cuatro volúmenes para 1900 y otros dos titulados New Games of Patience para 1911. Juntos, sus trabajos contienen alrededor de 250 juegos diferentes. Otros autores de libros sobre paciencia incluyeron a H. E. Jones (también conocido como Cavendish), Angelo Lewis (también conocido como "Professor Hoffmann"), Basil Dalton, Ernest Bergholt y "Tarbart".
A principios del siglo XX, el nombre "solitario" se estableció en América del Norte, mientras que "paciencia" continúa siendo utilizado en otras partes del mundo.

## Visión general
Los juegos de paciencia o solitario suelen estar destinados a un solo jugador, aunque un pequeño número ha sido diseñado para dos y en casos raros, tres o incluso cuatro jugadores. Son juegos de habilidad, azar o una combinación de ambos. Hay tres clases de paciencia agrupadas por objetivo u objeto.
- Construcción de secuencias: la más común implica construir secuencias de naipes, generalmente por palo. Los naipes de una baraja mezclada se reparten en un diseño prescrito sobre una mesa. Luego, los naipes se mueven y colocan de manera que eventualmente se puedan organizar en una secuencia ascendente (por ejemplo, As de Rey) o descendente. Ocasionalmente, se apunta a ambas en el mismo juego. El naipe que inicia la secuencia requerida se conoce como naipe base o naipe fundacional y se dice que la secuencia o familia se construye sobre este naipe. En algunos casos, los naipes fundacionales se colocan en posición al principio; en otros, solo se colocan a medida que se obtienen durante el curso del juego. En algunos casos, los naipes de la secuencia deben ser del mismo palo que el naipe base; en otros, se ignora el palo. Algunos juegos permiten la creación temporal de secuencias auxiliares (ascendentes o descendentes), es decir, grupos de naipes en sucesión pero que aún no están listos para ser jugados en las familias o secuencias de las bases.
- Emparejamiento: un segundo objetivo de muchas paciencias es emparejar naipes y luego descartarlos. Si el jugador puede desechar todos los naipes de esta manera, el juego está ganado.
- Totalización: un tercer objetivo es descartar cualquier par de naipes cuyo valor combinado forme un total particular, digamos once o trece; el juego está ganado si el jugador puede deshacerse de todos los naipes de esta manera.[10]

Será obvio que el esfuerzo por organizar, emparejar o combinar los naipes de una baraja entera es una tarea difícil, que varía en grado según las reglas del juego en particular. Por lo tanto, el jugador debe estar preparado para muchos fracasos, a veces cuando está a punto de alcanzar el objetivo del éxito. Por eso se ha dado el nombre de "juegos de paciencia" a las recreaciones de esta descripción.

## Tamaño y formato de los naipes

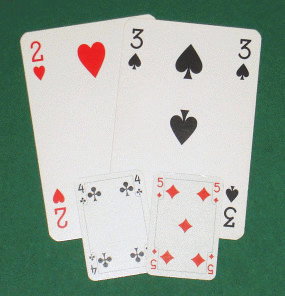
Los naipes del tamaño para paciencia (abajo) son más pequeños que los naipes normales (arriba); esto se debe a que un juego en el que se colocan los naipes puede ocupar mucho espacio en la mesa

Los naipes suelen ser más pequeños que los naipes estándar, midiendo aproximadamente 67 x 42 mm. Sin embargo, también se han producido mazos etiquetados como "Paciencia" en tamaño estándar (aproximadamente 88 x 58 mm), que también se comercializan como naipes de mini-paciencia de 54 x 36 mm. Incluso se han producido naipes aún más pequeños durante al menos un siglo, midiendo aproximadamente 45 x 32 mm. Frecuentemente se venden como mazos gemelos en una sola caja, ya que muchas paciencias y solitarios requieren dos mazos completos de naipes. Los dos mazos pueden tener diseños de reverso diferentes, lo que, sin embargo, no afecta al juego.

## Tipos
Los juegos de paciencia o solitario pueden agruparse de diversas formas, como se indica a continuación:
- Por finalidad u objeto: construcción, emparejamiento o totalización.
- Por familia: bajo su ascendiente o variante más conocida, por ejemplo, Klondike o Napoleón en Santa Elena.
- Por información de partida: cerrada, abierta o semiabierta; y por mecanismo de construcción o apilamiento, etc.

La mayoría de los juegos de paciencia o solitario implican construir secuencias de naipes por palo en orden en una familia que va desde el as hasta el rey. Normalmente, el as es el naipe base o fundación sobre el cual se coloca un dos del mismo palo, seguido de un tres y así sucesivamente. Esto es construcción y todos estos juegos son, técnicamente, constructores. Sin embargo, en muchos, los naipes deben ser ensamblados en orden inverso en esa parte del diseño llamada el tableau. Luego pueden ser construidos en la secuencia correcta en las fundaciones. Este paso intermedio de construcción inversa se llama apilamiento, y los juegos que utilizan esta técnica se llaman "apiladores". Los juegos que no utilizan ninguna técnica son "no constructores". También hay tipos especiales de apiladores conocidos como "bloqueos", "planificadores" y "arañas".
Estos juegos pueden ser clasificados por el grado en que los naipes están revelados. En los "juegos abiertos", todos los naipes son visibles durante todo el juego y el jugador debe usar sus poderes de análisis para resolver la paciencia. En los "juegos cerrados", los naipes se sacan de un mazo boca abajo y el jugador debe usar el juicio porque la secuencia de naipes es desconocida hasta que aparecen. En medio está un grupo híbrido que David Parlett llama "semiabierto".

### Juegos cerrados
Los juegos cerrados son aquellos en los que, a lo largo del juego, no todos los naipes son visibles. Requieren más juicio porque la secuencia de naipes es desconocida. A medida que aparecen los naipes, si no se pueden jugar de inmediato, se colocan en un montón de descarte del cual, potencialmente, pueden no ser accesibles nuevamente. Los juegos cerrados se subdividen de la siguiente manera:
- Constructores simples: típicamente, el objetivo de un constructor simple es construir naipes en secuencia por palo sobre los Ases que forman la base. Son "simples" en el sentido de que el jugador tiene poco o ningún control sobre el juego y solo necesita observar las oportunidades para construir, descartando cualquier naipe que no se pueda construir en un montón de descarte donde, por supuesto, puede volverse inaccesible. Los naipes pueden jugarse desde el montón de descarte o desde la mano, y cuando los naipes de la mano se agotan, puede ser posible "repartir" jugando a través del montón de descarte, generalmente un número limitado de veces.
- Constructores reservados: una elaboración del constructor simple es repartir una cierta cantidad de naipes a una "reserva", aumentando así el número de naipes disponibles para jugar.
- Apiladores simples: los apiladores permiten que los naipes se construyan en secuencias inversas en el diseño, a veces llamadas "secuencias auxiliares", antes de jugarlos a las fundaciones en la secuencia correcta. La construcción en secuencia inversa se conoce como "apilamiento".
- Apiladores reservados: los apiladores reservados combinan las características de tener una reserva de naipes y también la capacidad de apilar en secuencia inversa antes de colocarlos en las fundaciones.
- No constructores: el objetivo de un no constructor no es construir secuencias por palo, sino algún otro objetivo. En muchos de ellos, el objetivo es descartar toda la baraja o barajas emparejando naipes del mismo rango o sumando hasta un número dado.

### Juegos abiertos
En los juegos abiertos, toda la baraja de naipes es visible desde el principio y continúa siendo visible durante todo el juego. Son juegos de información perfecta (como el ajedrez), que requieren un análisis cuidadoso para lograr el éxito. Los juegos abiertos pueden dividirse en:
- Constructores abiertos: una familia de constructores en la que todos los naipes están boca arriba al comienzo del juego.
- Apiladores abiertos: del mismo modo, una familia de apiladores en la que todos los naipes son visibles desde el principio.
- No constructores abiertos: una rama de paciencias abiertas en las que el objetivo es distinto de construir secuencias por palo.

### Juegos semiabiertos
Los juegos semiabiertos son aquellos que comienzan "cerrados" y se vuelven "abiertos" a medida que avanza el juego. Se pueden dividir de la siguiente manera:
- Constructores semiabiertos: estos son juegos donde el objetivo es construir secuencias por palo sin la ayuda de apilar en orden inverso primero. A diferencia de los constructores simples, no hay un montón de descarte, pero los naipes se agregan al diseño si no se pueden construir hasta que el juego llega a un punto donde todos los naipes no construidos son visibles y el juego se convierte en uno de análisis.
- Bloqueos: una pequeña familia de constructores llamada así por British Blockade en la que los naipes solo están disponibles si no hay ningún naipe debajo (o a veces arriba) de este.
- Planificadores: una gran familia de constructores con un alto nivel de habilidad. Los naipes se juegan a las fundaciones o a varios montones de descarte, cuyos naipes superiores siempre están disponibles para jugar.
- Apiladores semiabiertos: estos son apiladores donde, durante el transcurso del juego, todos los naipes restantes eventualmente se vuelven visibles.
- Arañas: una pequeña familia de juegos llamada así por Spider en la que toda la construcción tiene lugar en el tableau y no en fundaciones separadas.

### Paciencias competitivas
Las paciencias competitivas son juegos de carácter de paciencia o solitario que no se juegan de forma solitaria, sino por dos o más jugadores en competencia entre sí. Los primeros se remontan a finales del siglo XIX. Ejemplos incluyen la Conjugal Patience, Cribbage Patience, Pirate, Progressive Patience, Racing Demon o Nerts, Russian Bank, Spit y Spite and Malice.

## Juegos de computadora

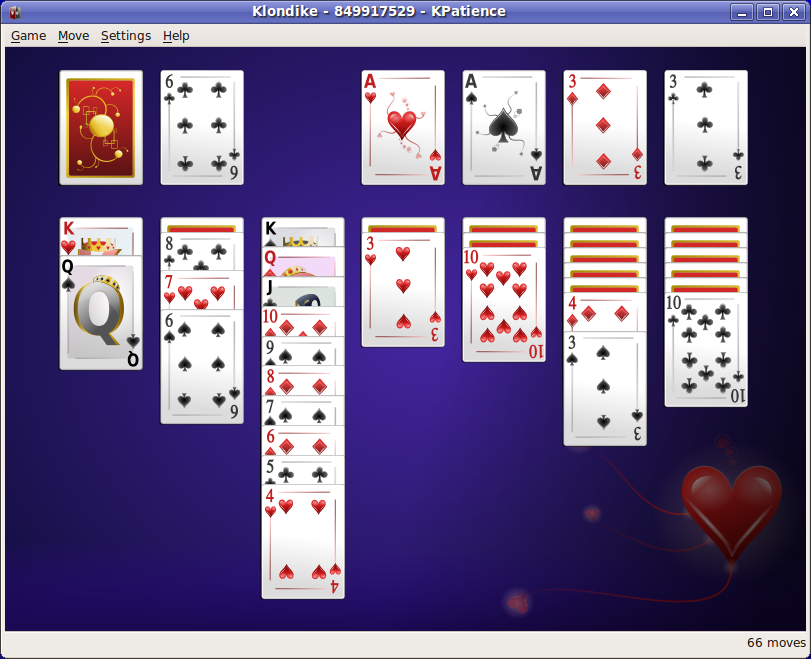
Klondike, a menudo llamado "Solitario" por los productores de software.

Los juegos de paciencia y solitario han experimentado un renacimiento gracias a su fácil transferencia a un formato de software y su capacidad para jugarse en computadoras u otros medios electrónicos. Quizás el más influyente inicialmente fue el "Solitario" de Microsoft, que en realidad es el conocido juego de Klondike. Su inclusión con Windows como Microsoft Solitario a partir de 1990 tuvo un impacto especialmente grande en la popularización de los juegos de paciencia y solitario entre el público en general. Se han producido una gran cantidad de versiones electrónicas de estos juegos, algunas, como "Solitario", bajo nombres propietarios diferentes al nombre real.